# Informazione (quotidiano)
L'Informazione è stato un quotidiano fondato a Reggio Emilia nel 2005 da Giovanni Mazzoni e Pierluigi Ghiggini. Il proprietario del giornale era il gruppo Spallanzani, proprietario di vari media tra cui la televisione multi-regionale È TV.

## Storia
«L'Informazione» è uscito nelle edizioni di Bologna (dal 2009, ex Il Domani di Bologna), Modena, Reggio Emilia e Parma con una diffusione totale di oltre 15 000 copie quotidiane. L'edizione di Modena è uscita a partire dal 20 settembre 2007.
Il giornale è uscito in edicola in abbinamento con il quotidiano torinese «La Stampa» al prezzo di 1,20 euro (dati 09/2009).
Il 20 luglio 2011 il quotidiano ha lanciato la nuova versione on line curata da Andrea Nelson Mauro.
Nel febbraio 2012 «L'Informazione» ha cessato le pubblicazioni.